# نيك لوي
نيك لوي (بالإنجليزية: Nick Lowe)‏ هو ناقد سينمائي وصحفي بريطاني، ولد في 1956 في مانشستر في المملكة المتحدة.